# Пьон Чхон Са
Пьон Чхон Са (кор. 변천사) — південнокорейська ковзанярка, спеціалістка з бігу на короткій доріжці, олімпійська чемпіонка, триразова чемпіонка світу, призерка чемпіонатів світу, медалістка Азійських ігор.
Золоту олімпійську медаль та звання олімпійської чемпіонки Пьон виборола разом із подругами з корейської збірної на Олімпіаді 2006 року в Турині в естафетній гонці на 3000 метрів.

## Зовнішні посилання
- Досьє на sports-reference.com [Архівовано 18 грудня 2012 у Wayback Machine.]

## Виноски
1. ↑  Torino 2006 Official Report - Short Track Speed Skating (PDF). Torino Organizing Committee. LA84 Foundation. March 2009. Архів оригіналу (PDF) за 12 червня 2012. Процитовано 24 травня 2009.